# Traveling Wilburys Vol. 3
Traveling Wilburys Vol. 3 fra 1990 er efterfølgeren til supergruppen Traveling Wilburys kæmpehit Traveling Wilburys Vol. 1 fra 1988 .  At albummet udkom var en overraskelse, da et af gruppens oprindelige medlemmer, Roy Orbison, døde kort efter udgivelsen af deres første album.
Selvom albummet er den anden Wilburys plade, er det usikkert hvorfor det hedder "Vol 3".  En forklaring kunne være, at titlen var et svar til en velkendt bootleg udgivelse af alternativt materiale fra deres oprindelige indspilninger fra 1988, kaldet Vol. 2[kilde mangler].  Det kunne også være, at titlen forklares som en henvisning til Wilburys' arbejde med Tom Pettys album Full Moon Fever fra 1989, hvilket gjorde det album til et uofficielt "Vol. 2".
Da dynamikken i gruppen havde ændret sig efter Orbisons død, antog de fire tilbageværende medlemmer alle nye Wilburys pseudonymer: Spike (George Harrison), Clayton (Jeff Lynne), Muddy (Tom Petty) og Boo (Bob Dylan).  Med Harrison og Lynne igen som producere, blev indspilningerne begyndt i foråret 1990, med et ekstra nummer, en coverversion af "Nobody's Child", sat til side til et velgørenhedsalbum .
Ved udgivelsen i oktober blev Traveling Wilburys Vol. 3 forudsigeligt nok ikke modtaget lige så begejstret som dets forgænger, dog høstede det en del succes, hvor både "She's My Baby" og "Wilbury Twist" blev radiohits da albummet nåede #14 i Storbritannien og #11 i USA, hvor det vandt platin.
Selvom der siden har været spekulationer vedrørende yderligere Wilburys udgivelser, mener de fleste at Harrisons død i 2001 har sat en stopper for ethvert muligt fremtidigt projekt, da Harrison havde været gruppens uofficielle leder og hans bo nu ejer rettighederne til begge albums.
Tom Petty har for nylig bekendtgjort at begge Traveling Wilburys udgivelser vil blive remastered og genudgivet i slutningen af 2005 via EMI, som har licenseringsrettighederne til alle Harrisons soloalbums.
Traveling Wilburys Vol. 3 var tilegnet mindet om Lefty Wilbury (Roy Orbison).

## Spor
Alle sange er skrevet af Traveling Wilburys.
1. "She's My Baby" – 3:14
2. "Inside Out" – 3:36
3. "If You Belonged To Me" – 3:13
4. "Devil's Been Busy" – 3:18
5. "7 Deadly Sins" – 3:18
6. "Poor House" – 3:17
7. "Where Were You Last Night?" – 3:03
8. "Cool Dry Place" – 3:37
9. "New Blue Moon" – 3:21
10. "You Took My Breath Away" – 3:18
11. "Wilbury Twist" – 2:56